# William Herbert, 1. Earl of Pembroke (1423–1469)

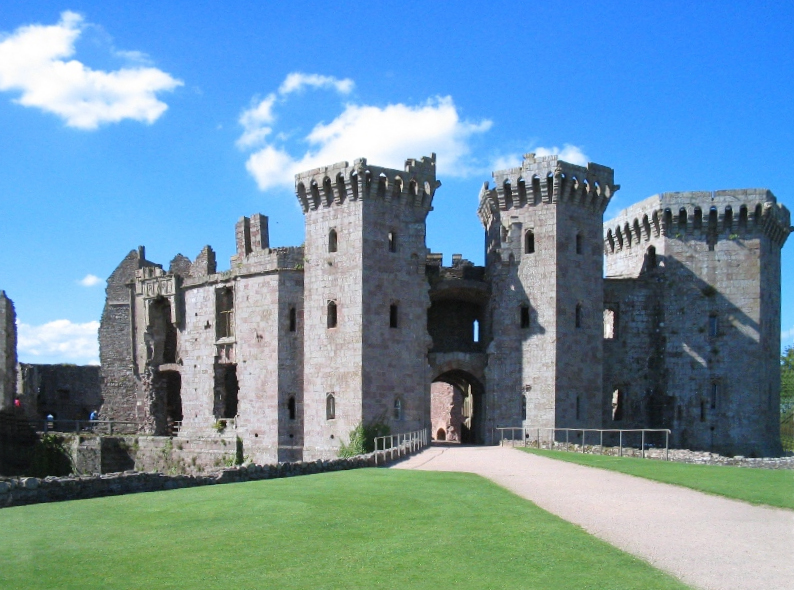
Raglan Castle, die von William Herbert und seinem Vater ausgebaute Burg

William Herbert, 1. Earl of Pembroke KG (* 1423; † 27. Juli 1469), auch Black William genannt, war ein walisischer Militär und Staatsmann. Als erster Waliser wurde er zum englischen Peer erhoben.

## Herkunft
William entstammte der walisischen Familie Herbert, die zum niederen walisischen Adel gehörte und in Südostwales reichen Grundbesitz besaß. Er war der älteste Sohn von William ap Thomas und dessen zweiter Frau Gwladus, einer Tochter von Dafydd Gam. Sein Vater hatte Richard von York als Hauptverwalter seiner ausgedehnten walisischen Besitzungen gedient. Aufgrund seiner Verdienste und seiner reichen Heiraten hatte er Raglan Castle in Usk, einer Baronie der Welsh Marches, erwerben und großzügig ausbauen können. William Herbert wuchs in der Burg auf. Im Gegensatz zu seinem Vater wählte er einen englischen Nachnamen, wobei er seine Abstammung auf einen Normannen namens Herbert, einen angeblichen Gefährten von Wilhelm dem Eroberer, zurückführte.

## Teilnahme an den Kämpfen in Frankreich und Gefolgsmann des Duke of York
Spätestens ab 1448 diente er während der Endphase des Hundertjährigen Kriegs im englischen Heer in Frankreich. 1449 wurde er zum Ritter geschlagen. Zusammen mit seinem Landsmann Mathew Gough kämpfte er in der Normandie und wurde im April 1450 in der Schlacht von Formigny gefangen genommen, doch kam er rasch nach Zahlung eines Lösegelds frei. Anschließend diente er wie zuvor sein Vater Richard von York als Verwalter der walisischen Baronien von Usk und Caerleon. 1453 diente er als Sheriff von Richard Neville, 16. Earl of Warwick in Glamorgan.

## Schwankende Haltung zu Beginn der Rosenkriege
Zu Beginn der Rosenkriege war er wegen seiner Ämter, aber auch wegen seiner Sympathie ein Anhänger des Hauses York, das in Südwales die vorherrschende Macht war. Da er jedoch auch zum Duke of Somerset und zu Edmund Tudor gute Beziehungen hatte, war er innerlich gespalten. Im Mai 1454 versicherte Herbert schließlich Richard von York seine Gefolgschaft. Nach dem offenen Ausbruch der Kämpfe nach der Schlacht von St Albans im Mai 1455 gehörte Herbert wie sein Schwiegervater Walter Devereux zu den Unterstützern von Richard von York und beherrschte Herefordshire und Umgebung. Zusammen mit Devereux führte er 2000 Soldaten aus Herefordshire nach Westwales. Sie eroberten Carmarthen Castle, dessen offizieller Constable Richard von York war, und nahmen Edmund Tudor gefangen. Anschließend eroberten sie Aberystwyth Castle, wo Richard von York ebenfalls offiziell Constable war. Danach plünderte Herbert Teile von Glamorgan, Abergavenny, Usk und Caerleon. Aufgrund dieser Überfälle wurde ein Kopfgeld in Höhe von 500 Mark auf ihn ausgesetzt und Herbert geriet in Gefangenschaft. Ende März 1457 reisten König Heinrich VI. und Königin Margaret selbst nach Hereford, um die Gerichtsverhandlung gegen Herbert und andere Beschuldigte zu überwachen. Seine Strafen fielen überraschend leicht aus, und im Juni wurde er begnadigt und erhielt seine Besitzungen zurück, vermutlich sollte er auf die Seite des Königs gezogen werden.
In den nächsten Jahren unterstützte William Herbert loyal den König und erhielt als Belohnung am 5. Februar 1460 vom König zahlreiche vom Duke of York und vom Earl of Warwick konfiszierte Güter. Dazu wurde er wieder Sheriff von Glamorgan und Constable von Usk Castle.

## Unterstützer der Yorkisten ab 1460
Nach dem Sieg der Yorkisten und der Gefangennahme des Königs in der Schlacht von Northampton wechselte Herbert wieder auf die Seite der Yorkisten. Im Juli 1460 erhielt er vom Earl of Warwick zahlreiche Ämter und Funktionen in Südwales. Von Oktober 1460 bis 1461 nahm er zusammen mit seinem Schwager Walter Devereux für Herefordshire am Parlament teil. Fortan unterstützte er entschlossen die Yorkisten. Mit einem walisischen Kontingent unterstützte er im Februar 1461 Eduard, den Sohn von Richard of York, in der siegreichen Schlacht von Mortimer’s Cross. Am 3. März war er bei der Proklamation von Eduard zum König in Baynard’s Castle zugegen. Als Vertrauter des neuen Königs wurde er nun Privy Chancellor und erhielt beispiellose Belohnungen in Wales. Am 8. Mai wurde er zum lebenslangen Justiciar und Chamberlain von Carmarthenshire und Cardiganshire ernannt. Im September wurden Devereux und Herbert während der Minderjährigkeit von Henry Stafford, 2. Duke of Buckingham zu Verwaltern seiner umfangreichen Ländereien in Südwales ernannt. Er wurde Verwalter von Brecon, Hay und Huntington sowie von Newport. Im Juli berief ihn der König als einen von sieben neuen Baronen ins Parlament. Am 30. September 1461 eroberte Herbert Pembroke Castle. Dort nahm er den jungen Earl of Richmond gefangen, dessen Vormund er wurde. Er brachte den Jungen nach Raglan Castle, wo er zusammen mit seinen Kindern von seiner Frau erzogen wurde, und plante, ihn mit seiner Tochter Maud zu verheiraten. Im Oktober 1461 schlug Herbert eine Streitmacht der Lancastrianer bei Caernarfon. Anlässlich der Krönung Eduards wurde er am 4. November 1461 zum Lord Herbert of Raglan erhoben und im April 1462 in den Hosenbandorden aufgenommen. Im Februar 1462 hatte er Pembroke und andere Ländereien des vertriebenen Jasper Tudor erhalten, und wenige Tage später erhielt er Gower und andere Ländereien der Mowbrays in Wales. 1463 wurden in Crickhowell und Tretower neue Baronien für ihn geschaffen, und 1465 wurde er Baron von Raglan, das damit die letzte neue Baronie der Welsh Marches wurde.
Seit der Eroberung von Carreg Cennen Castle durch Herberts Bruder Richard im Mai 1462 war in Wales nur noch Harlech Castle in der Hand der Lancastrianer geblieben. Zur Vorbereitung der Eroberung von Harlech wurde Herbert im Juni 1463 Justiciar von Merioneth und im August 1467 Justitiar des Fürstentums Wales. Im Juli 1468 übernahm er die Belagerung von Harlech Castle, und angesichts der Übermacht ergab sich die ausgehungerte Besatzung im August. Eduard IV. erhob ihn für diesen Sieg zum Earl of Pembroke.
Durch das Vertrauen des Königs und durch seine Ämter hatte Herbert die politische Vormacht in Wales erreicht. Bis auf Glamorgan und wenige andere Baronien war er Inhaber, Verwalter oder ranghöchster Beamter der walisischen Baronien. Sein Jahreseinkommen betrug um die Mitte der 1460er Jahre etwa 3200 Pfund, womit er den weitern Ausbau von Raglan Castle finanzierte. Sein Aufstieg führte jedoch zum Streit mit dem Earl of Warwick, dem er einst als Sheriff gedient hatte. Vermutlich war die Übertragung der Verwaltung der Güter des Dukes of Buckingham an Herbert 1461 der Beginn des Streits zwischen Herbert und Warwick gewesen. Warwick musste angesichts von Herbert Macht in Wales um seine Stellung in England bangen, und als Herberts Sohn 1465 Baron von Dunster in Somerset wurde und im September 1466 Maria, die Schwester der Königin Elizabeth Woodville, heiratete, wurde aus dem Streit offene Feindschaft. Im Juni 1467 durfte Herbert den König begleiten, um von Warwicks Bruder George Neville, dem Erzbischof von York, das Großsiegel zurückzuholen. Ab Herbst 1467 wurde vermutet, dass der Earl of Warwick eine Verschwörung gegen Eduard IV. plane.

## Tod
Im Juli 1469 stand Eduard IV. einer Rebellion des aus dem Exil zurückgekehrten Earl of Warwick gegenüber. Herbert war nun der wichtigste Ratgeber und Unterstützer des Königs geworden und stellte vor allem in Wales eine Armee zur Bekämpfung der Rebellen auf. Zusammen mit seinem Bruder Richard sollte er sich mit Humphrey Stafford, 1. Earl of Devon in Banbury in Oxfordshire zusammenschließen. Doch Gefechte mit den Rebellen und ein Streit mit dem Earl of Devon vereitelten ein gemeinsames Vorgehen. Herberts Armee wurde am 26. Juli 1469 in der Schlacht von Edgecote Moor geschlagen. Herbert und sein Bruder gerieten in Gefangenschaft und wurden nach Northampton gebracht, wo Warwick sie am nächsten Tag durch Enthauptung hinrichten ließ.
Der walisische Dichter Guto'r Glyn hatte Herbert bereits als nationalen Führer angesehen, der Wales von dem Joch der englischen Beamten befreien würde. Die Niederlage von Edgecote Moor wurde deshalb auch von zeitgenössischen walisischen Dichtern als nationale Katastrophe betrachtet. Entgegen seinem Willen wurde Herbert nicht in der Benediktinerpriorei St. Mary in Abergavenny, sondern in Tintern Abbey beigesetzt.

## Heirat und Kinder
Er heiratete um 1449 Anne Devereux, eine Tochter von Walter Devereux, Lordkanzler von Irland und Elizabeth Merbury. Sie hatten mindestens zehn Kinder:
- William Herbert, 2. Earl of Pembroke (1451–1491);
- Sir Walter Herbert (um 1452–1507) ⚭ Lady Anne Stafford (1483–1544), Tochter des Henry Stafford, 2. Duke of Buckingham;
- Sir George Herbert of St. Julians (um 1463–nach 1504);
- Philip Herbert of Lanyhangel;
- Lady Cecilie Herbert;
- Lady Maud Herbert ⚭ Henry Percy, 4. Earl of Northumberland;
- Lady Katherine Herbert ⚭ George Grey, 2. Earl of Kent;
- Lady Anne Herbert ⚭ John Grey, 1. Baron Grey of Powis;
- Lady Isabel Herbert ⚭ Sir Thomas Cokesey;
- Lady Margaret Herbert, ⚭ (1) Thomas Talbot, 2. Viscount Lisle, ⚭ (2) Sir Henry Bodrugan.

Wilhelm hatte zwei uneheliche Kinder, aber die Identität ihrer Mutter oder Mütter sind unsicher:
- Sir Richard Herbert of Ewyas, er war der Vater von William Herbert, 1. Earl of Pembroke (1551 neu geschaffen)
- Sir George Herbert, wahrscheinlich der Sohn von Wedel Verch Hoesgyn.

Sein Erbe war sein legitimer Sohn, William, der 1479 auf den Titel Earl of Pembroke verzichten musste. 1551 wurde der Titel für Williams Enkel William Herbert, ein Sohn seines unehelichen Sohnes Richard Herbert of Ewyas, wiederhergestellt.